# 李沛綾
李沛綾（1976年12月23日—），臺灣女演員，曾用藝名李佩怡。昔日為民視當家花旦，飾演反派女角聞名。

## 電視劇
| 年份   | 頻道       | 劇名                               | 角色       |
|        | 台視       | 《中國民間故事》艾虎招親           | 金仙       |
|        | 台視       | 《中國民間故事》陽官審陰判         | 姨太       |
| 1995   | 台視       | 《天眼》荒唐少年時                 | 丁文玲     |
| 1995   | 台視       | 《濟公》鬧地府                     | 劉玉華     |
|        | 台視       | 《濟公》虎姑婆                     | 玉蘭       |
| 1996   | 台視       | 《大家有緣》                       | 盧秀惠     |
| 1995   | 華視       | 《醒世媳婦》                       | 秘書       |
| 1996   | 華視       | 《劉伯溫傳奇》浪子回頭             | 秀姑       |
| 1997   | 華視       | 《台灣靈異事件》對不起！我要殺了你 | 李秀美     |
| 1998   | 華視       | 《台灣靈異事件》追命三太子         | 劉淑娟     |
| 1996   | 中視       | 《童養媳》                         |            |
| 1997   | 中視       | 《濟公活佛》                       |            |
| 1998   | 中視       | 《月老笑姻緣》                     |            |
| 2000   | 中視       | 《仙鯉奇緣》                       | 春梅       |
| 2000   | 中視       | 《封神榜》                         | 九頭雉雞精 |
| 2002年 | 三立台灣台 | 《戲說台灣》萬應公怪談             | 詹美蓮     |
| 1998年 | 民視       | 《真命天子》                       | 李映雪     |
| 2000年 | 民視       | 《長男的媳婦》                     | 王志玲     |
| 2000年 | 民視       | 《將心比心》                       | 賴曉惠     |
| 2000年 | 民視       | 《飛龍在天》                       | 魏豔秋     |
| 2001年 | 民視       | 《金枝玉葉》                       | 陳淑君     |
| 2001年 | 民視       | 《情義》                           | 郭心如     |
| 2002年 | 民視       | 《世間路》                         | 方寶菊     |
| 2002年 | 民視       | 《不了情》                         | 楊麗玲     |
| 2003年 | 民視       | 《青龍好漢》                       | 王文玲     |
| 2004年 | 民視       | 《慾望人生》                       | 顏明珠     |
| 2008年 | 民視       | 《娘家》                           | 李佩珊     |
| 2011年 | 民視       | 《父與子》                         | 蔡佩雯     |
| 2011年 | 民視       | 《廉政英雄》                       | 黃莉婷     |
| 2016年 | 大愛電視台 | 《愛的人生路》                     | 李綉蘭     |
| 2023年 | 民視       | 《市井豪門》                       | 梁敏珠     |
| 2023年 | 民視       | 《愛的榮耀》                       | 陳雪英     |

## 音樂作品

### 專輯
| 年份   | 專輯名稱       | 曲目                             |
| ------ | -------------- | -------------------------------- |
| 2020年 | Long Stay 2020 | 1. GoGo女王 2. 一個人的Long Stay |

## 外部連結
- 李沛綾在豆瓣上的资料（简体中文）
- 李沛綾的Facebook專頁
- 李沛綾的Instagram帳戶
- YouTube上的李沛綾頻道